# Campeonato Mundial de Superbike
O Campeonato Mundial de Superbike (também conhecido por WorldSBK, SBK, World Superbike, WSB ou WSBK; em inglês: Superbike World Championship), é o principal campeonato ao nível mundial de corrida de superbike. 
O campeonato teve a sua primeira edição em 1988. A SBK consiste numa série de provas em circuitos permanentes. Cada prova conta com duas corridas e, após 2019, com uma corrida sprint de 10 voltas chamada Superpole. Os resultados de cada corrida são combinados para determinar os dois campeões mundiais (um do campeonato de pilotos e outro do campeonato de construtores).
As motocicletas que participam no campeonato são versões melhoradas de motos de produção que estão disponíveis para venda ao público, em contraste com o MotoGP, onde são utilizados protótipos construídos propositadamente. O MotoGP é o equivalente à Fórmula 1 no motociclismo, enquanto as corridas de Superbike são semelhante a carros de turismo.
O centro mais tradicional e principal mercado da SBK é a Europa. Porém, etapas já aconteceram (e acontecem) nos Estados Unidos, Malásia, Nova Zelândia, Canadá, Japão, Argentina, Austrália, Rússia, Catar, Tailândia e África do Sul, tendo planos da categoria de manter circuitos não europeus em rotação ao longo das temporadas. Uma etapa na Indonésia foi proposta para a temporada de 2008, porém, foi cancelada pela FIM, sendo retomado o projeto e se tornando uma etapa na temporada de 2021.
O Campeonato Mundial de SBK tem como corridas de apoio o Campeonato Mundial de Supersport (para motos derivadas de estrada com cilindrada entre 600 e 750cc), e a Campeonato Mundial de Supersport 300.
O campeonato é chancelado pela FIM, a chanceladora internacional do motociclismo. Em 2024, o campeonato é organizado pela Dorna Sports e pela Liberty Media.

## Motocicletas
As motocicletas de Superbike são derivadas de modelos de produção. Porém, no passado, fabricantes se aproveitaram de brechas nas regras para criar "especiais de homologação" - motocicletas com baixa quantidade de produção, sendo projetadas para corridas.

### Fabricantes atuais
Fabricantes que participam no Campeonato do Mundo de Superbike:
- BMW Motorrad: S1000RR, M1000RR;
- Ducati: 851, 888, 916, 996, 998, 999, 1098, 1198, 1199 Panigale R, V4R Panigale;
- Honda: VFR750R(RC30), RVF750(RC45), VTR1000(RC51), CBR1000RR;
- Kawasaki: GPX750R; ZXR750, ZX-7RR, ZX-10RR;
- Yamaha: YZF750, YZF-R7, YZF-R1;

### Fabricantes antigos
Fabricantes que participaram no Campeonato do Mundo de Superbike:
- Aprilia: RSV Mille R, RSV4;
- Benelli: Tornado Tre 900;
- Bimota: YB4EI, SB8R, BB3;
- Erik Buell Racing: EBR 1190RX;
- MV Agusta: F4 1000
- Petronas: FP1
- Suzuki: GSX-R750, GSX-R1000

## Cronograma por etapa

### 2013
- Sexta
  - 1ª qualificação (60 minutos) e 1º treino livre (60 minutos)
- Sábado
  - 2ª qualificação (60 minutos) e 2º treino livre (60 minutos)

Os tempos da 1ª e 2ª qualificação são combinados e os 16 pilotos mais rápidos qualificam-se para a Superpole. Os restantes têm sua posição definida no tempo por volta, começando com o 17º. Para se qualificarem para a corrida, os pilotos devem ter um tempo não superior a 107% do tempo da pole position.
- - Superpole

Os primeiros 15 pilotos da qualificação participam de uma sessão "mata-mata". Todas as sessões tem 12 minutos, com um intervalo de sete minutos entre cada uma delas. Todos os tempos entre as sessões são apagados, requerido que os pilotos tentem marcar a melhor volta a cada sessão que participam;
- - A primeira sessão consiste de 15 pilotos, com os três mais lentos sendo desqualificados e ficando de 15º a 13º no grid;
  - A segunda sessão consiste de 12 pilotos, com os três mais lentos sendo desqualificados e ficando de 12º a 10º no grid;
  - A terceira (e última sessão) consiste de nove pilotos, com os nove ficando de 9º a 1º no grid.
- Domingo
  - Aquecimento (20 minutos); 1ª Corrida e 2ª Corrida

A distância de corrida disputada deve ser o mínimo de 90 km e o máximo de 110 km.

### 2019
Fonte: 
- Sexta
  - 1ª treino livre (50 minutos) e 2º treino livre (50 minutos)
- Sábado
  - 2ª treino livre (30 minutos)
  - Superpole (25 minutos)

Essa sessão decide o grid da 1ª corrida e da corrida da Superpole. Para se qualificarem para a corrida, os pilotos devem ter um tempo não superior a 107% do tempo da pole position.
- - 1ª corrida
- Domingo
  - Aquecimento (15 minutos);
  - Corrida da Superpole

Corrida de 10 voltas, decidindo as nove primeiras colocações da 2ª corrida;
- - 2ª Corrida

## Sistema de pontuação
| Posição | 1  | 2  | 3  | 4  | 5  | 6  | 7 | 8 | 9 | 10 | 11 | 12 | 13 | 14 | 15 |
| Pontos  | 25 | 20 | 16 | 13 | 11 | 10 | 9 | 8 | 7 | 6  | 5  | 4  | 3  | 2  | 1  |

- No campeonato de construtores, só os pontos do piloto mais bem classificado contam para o campeonato.

#### Sistema de pontuação daSuperpole
| Posição | 1  | 2 | 3 | 4 | 5 | 6 | 7 | 8 | 9 |
| Pontos  | 12 | 9 | 7 | 6 | 5 | 4 | 3 | 2 | 1 |

## Campeões
Fonte: 

### Campeonato de Pilotos
| Ano  | Campeonato Pilotos  | Campeonato Pilotos   | Campeonato Pilotos  | Campeonato Pilotos   | Campeonato Construtores |
| Ano  | Campeão             | Moto                 | Vice-campeão        | Terceiro lugar       | Campeonato Construtores |
| ---- | ------------------- | -------------------- | ------------------- | -------------------- | ----------------------- |
| 1988 | Fred Merkel         | Honda RC30           | Fabrizio Pirovano   | Davide Tardozzi      | Honda RC30              |
| 1989 | Fred Merkel         | Honda RC30           | Stephane Mertens    | Raymond Roche        | Honda RC30              |
| 1990 | Raymond Roche       | Ducati 851           | Fabrizio Pirovano   | Stephane Mertens     | Honda RC30              |
| 1991 | Doug Polen          | Ducati 888           | Raymond Roche       | Rob Phillis          | Ducati 888              |
| 1992 | Doug Polen          | Ducati 888           | Raymond Roche       | Rob Phillis          | Ducati 888              |
| 1993 | Scott Russell       | Kawasaki ZXR750-R    | Carl Fogarty        | Aaron Slight         | Ducati 888              |
| 1994 | Carl Fogarty        | Ducati 916           | Scott Russell       | Aaron Slight         | Ducati 916              |
| 1995 | Carl Fogarty        | Ducati 916           | Troy Corser         | Aaron Slight         | Ducati 916              |
| 1996 | Troy Corser         | Ducati 916           | Aaron Slight        | John Kocinski        | Ducati 916              |
| 1997 | John Kocinski       | Honda RC45           | Carl Fogarty        | Aaron Slight         | Honda RC45              |
| 1998 | Carl Fogarty        | Ducati 916           | Aaron Slight        | Troy Corser          | Ducati 916              |
| 1999 | Carl Fogarty        | Ducati 916           | Colin Edwards       | Troy Corser          | Ducati 996              |
| 2000 | Colin Edwards       | Honda VTR-1000 SP1   | Noriyuki Haga       | Troy Corser          | Ducati 996              |
| 2001 | Troy Bayliss        | Ducati 996           | Colin Edwards       | Ben Bostrom          | Ducati 996R             |
| 2002 | Colin Edwards       | Honda VTR-1000 SP-2  | Troy Bayliss        | Neil Hodgson         | Ducati 998 F02          |
| 2003 | Neil Hodgson        | Ducati 999           | Ruben Xaus          | James Toseland       | Ducati 999 F03          |
| 2004 | James Toseland      | Ducati 999           | Régis Laconi        | Noriyuki Haga        | Ducati 999 F04          |
| 2005 | Troy Corser         | Suzuki GSX-R 1000    | Chris Vermeulen     | Noriyuki Haga        | Suzuki GSX-R 1000       |
| 2006 | Troy Bayliss        | Ducati 999           | James Toseland      | Noriyuki Haga        | Ducati 999 F06          |
| 2007 | James Toseland      | Honda CBR1000RR      | Noriyuki Haga       | Max Biaggi           | Yamaha YZF-R1           |
| 2008 | Troy Bayliss        | Ducati 1098R         | Troy Corser         | Noriyuki Haga        | Ducati 1098 F08         |
| 2009 | Ben Spies           | Yamaha YZF-R1        | Noriyuki Haga       | Michel Fabrizio      | Ducati 1198 F09         |
| 2010 | Max Biaggi          | Aprilia RSV4         | Leon Haslam         | Carlos Checa         | Aprilia RSV4            |
| 2011 | Carlos Checa        | Ducati 1098R         | Marco Melandri      | Max Biaggi           | Ducati 1198R            |
| 2012 | Max Biaggi          | Aprilia RSV4 1000    | Tom Sykes           | Marco Melandri       | Aprilia RSV4            |
| 2013 | Tom Sykes           | Kawasaki ZX-10R      | Eugene Laverty      | Sylvain Guintoli     | Aprilia RSV4            |
| 2014 | Sylvain Guintoli    | Aprilia RSV4 1000    | Tom Sykes           | Jonathan Rea         | Aprilia RSV4            |
| 2015 | Jonathan Rea        | Kawasaki ZX-10R      | Chaz Davies         | Tom Sykes            | Kawasaki ZX-10R         |
| 2016 | Jonathan Rea        | Kawasaki ZX-10R      | Tom Sykes           | Chaz Davies          | Kawasaki ZX-10R         |
| 2017 | Jonathan Rea        | Kawasaki ZX-10RR     | Chaz Davies         | Tom Sykes            | Kawasaki ZX-10RR        |
| 2018 | Jonathan Rea        | Kawasaki ZX-10RR     | Chaz Davies         | Michael van der Mark | Kawasaki ZX-10RR        |
| 2019 | Jonathan Rea        | Kawasaki ZX-10RR     | Álvaro Bautista     | Alex Lowes           | Kawasaki ZX-10RR        |
| 2020 | Jonathan Rea        | Kawasaki ZX-10RR     | Scott Redding       | Chaz Davies          | Kawasaki ZX-10RR        |
| 2021 | Toprak Razgatlıoğlu | Yamaha YZF-R1        | Jonathan Rea        | Scott Redding        | Yamaha YZF-R1           |
| 2022 | Álvaro Bautista     | Ducati Panigale V4 R | Toprak Razgatlıoğlu | Jonathan Rea         | Ducati Panigale V4 R    |
| 2023 | Álvaro Bautista     | Ducati Panigale V4 R | Toprak Razgatlıoğlu | Jonathan Rea         | Ducati Panigale V4 R    |
| 2024 | Toprak Razgatlıoğlu | BMW M1000RR          | Nicolò Bulega       | Álvaro Bautista      | Ducati Panigale V4 R    |

### Campeonato de Fabricantes
| Construtor | Títulos | Anos |
| ---------- | ------- | --- |
| Ducati     | 20      | 1991, 1992, 1993, 1994, 1995, 1996, 1998, 1999, 2000, 2001, 2002, 2003, 2004, 2006, 2008, 2009, 2011, 2022, 2023, 2024 |
| Kawasaki   | 6       | 2015, 2016, 2017, 2018, 2019, 2020                                                                                     |
| Honda      | 4       | 1988, 1989, 1990, 1997                                                                                                 |
| Aprilia    | 4       | 2010, 2012, 2013, 2014                                                                                                 |
| Yamaha     | 2       | 2007, 2021 |
| Suzuki     | 1       | 2005 |

## Campeonatos de apoio

### Atuais

#### Campeonato Mundial de Supersport
O Campeonato Mundial de Supersport (também conhecido como WorldSSP; inglês: Supersport World Championship) tem sido um campeonato de apoio da SBK desde 1990. O campeonato tem suas etapas disputada nos mesmos fins de semana da WSBK.
Para ser elegível para a Supersport, a motocicleta deve ter um motor de quatro tempos, com entre 400cc a 600cc (para motores quatro cilindros), 500cc a 750cc (para motores três cilindros) e 600cc a 750cc (para motores V2). Os regulamentos da Supersport são bem mais restritos que os da Superbike. O quadro da moto deve ser o de produção, com modificações no motor sendo feitas de modo bem mais restrito. Diferente da SBK, os regulamentos da Supersport ditam que os pneus devem ser similares aos das motos de produção, não autorizando o uso de pneus slick.

#### Campeonato Mundial de Supersport 300
O Campeonato Mundial de Supersport 300 (também conhecido como WorldSSP 300; inglês: Supersport 300 World Championship) é um campeonato de apoio da SBK desde 2017, substituindo o Campeonato Europeu de Superstock 600.
O campeonato tem o objetivo de ser uma categoria de base inicial para a SBK, sendo acessível e tendo maquinas similares, dando oportunidades iguais para todos os pilotos. Nem todas as motos homologadas tem 300cc, porém, cada uma tem um peso específico para equalizar o desempenho das maquinas.

### Antigos

#### Copa FIM Superstock 1000
A Copa FIM Superstock 1000 foi um campeonato de apoio da SBK nas etapas europeias, sendo abertas para pilotos com até 24 anos. As motocicletas tem a mesma cilindradas que as superbikes. As regras da Superstock 1000 são mais restritas e maioria dos componentes das motocicletas devem ser mantidas originais. As motos contam com pneus de rua da Pirelli.

#### Campeonato Europeu de Superstock 600
A Copa Europeu de Superstock 600 foi um campeonato de apoio da SBK, reservado para pilotos de 15 a 26 anos de idade. O campeonato utilizava motocicletas de 600cc, com regras similares a da Superstock 1000.